# Belaj (priimek)
Belaj je priimek v Sloveniji, ki ga je po podatkih Statističnega urada Republike Slovenije na dan 1. januarja 2010 uporabljalo 152 oseb in je med vsemi priimki po pogostosti uporabe uvrščen na 2.935. mesto.

## Znani nosilci priimka
- Amalija Belaj (*1939), smučarska tekačica
- Janko Belaj, hrvaški fotograf
- Juraj Belaj, hrvaški arheolog
- Uršula Belaj, slovenska kriminalistka (kraja umetnin)
- Vitomir Belaj (1937-2023), slovensko-hrvaški etnolog, antropolog, univ. profesor ...